# Simon, Simon
Simon, Simon è un cortometraggio muto del 1970 diretto da Graham Stark.
Commedia muta con effetti sonori, vede camei da parte di Peter Sellers, Michael Caine, Bob Monkhouse, Eric Morecambe, Ernie Wise e Tony Blackburn.
Il titolo deriva dalla marca delle piattaforme idrauliche utilizzate nel film.

## Trama
Due tuttofare provocano il caos su una nuova gru mentre cercano a casaccio di portare a termine i lavori per il loro capo, sempre più frustrato.